# Hiéroglyphe égyptien O11
Le palais avec frise, en hiéroglyphes égyptiens, est classifiée dans la section O « Bâtiments, parties de bâtiments etc. » de la liste de Gardiner ; cet hiéroglyphe y est noté O11.

## Représentation
Il représente la façade ouvragé d'un palais surmontée d'une frise de créneaux décoratifs (hiéroglyphe Aa30). Il est translittéré ˁḥ ou jḥ.

## Utilisation
| O11 | a · pr | / | i | H | O11 |

| O11 | a · pr | / | i | H | O11 |

| O12 |

| O12 |